# Juan Bautista Pomar
Juan Bautista de Pomar (1535 – 1601) fue un historiador, noble y escritor novohispano interesado en la historia precolombina. Era nieto de Nezahualcóyotl y mestizo por su lado paterno. Obtuvo una de las casas nobiliarias de su abuelo en Texcoco.

## Datos biográficos
Basándonos en referencias de Fray Juan de Torquemada, podemos estimar que nació en 1535 en Texcoco. Pomar fue criado como cristiano, pero aprendió la tradición mexica de su madre, hija de una concubina de Nezahualcóyotl, que casó con Antonio de Pomar. Era bilingüe y hablaba tanto en español como en náhuatl. Fue el creador de una de las más importantes compilaciones de poesía en esta lengua, Romances de los señores de Nueva España.
Juan Bautista Pomar asumió ante los españoles la sangre indígena que corría por sus venas, cuidando de señalar que era de sangre noble, pero culturalmente no era ni se sentía como tal. Vivía entre los indígenas haciéndoles notar a éstos su fuerte vinculación con el mundo de los españoles y fundar en esos vínculos su superioridad frente a la masa indígena. Su historia, escrita en español, no estaba dirigida a la población indígena, sino a los conquistadores. Como sus antepasados indígenas, son historiadores de una etnia, pero la interpretación que hace de esa historia no se identifica con los intereses texcocanos o tlaxcaltecas, sino con los intereses de caciques y principales indígenas aliados a los españoles.

## Trabajos
Pomar escribió lo que puede considerarse historia regional, relatos de una región y de un grupo étnico. Su manera de abordar la historia señala una ruptura con la tradición indígena y una afiliación a la tradición española. Se sirve de los antiguos anales y tradiciones orales indígenas, pero compone sus relatos según los modelos de tradición europea.
Pomar elaboró una de las primeras historias locales hechas por gente mestiza. Su obra cumple con presentar una descripción geográfica de la región, pero es importante la información histórica que ofrece sobre el señorío de Texcoco: un relato que abarca la descripción de los gobernantes, dioses, ceremonias, costumbres, formas de guerra y gobierno, etc. Es un relato histórico-etnográfico, una descripción hecha como si el autor estuviera fuera del mundo indígena. Tampoco sigue los modelos indígenas de relatar, sino que imita la composición y el estilo de las relaciones históricas europeas. Juan Bautista Pomar establece una distancia mesurada pero infranqueable entre el mundo indígena y el europeo.
Juan bautista Pomar sólo considera en su crónica a los gobernantes de Texcoco que él llama “virtuosos” porque “redujeron a sus vasallos en buenas costumbres y modo honesto de vivir”, y en cambio borra de su historia a todos los que no cumplen con el ideal de buen gobernante impuesto por los modelos europeos. Al hablar de la religión antigua, el tema más espinoso de cuantos podía tocar un cronista de la época, hace la distinción entre la mayoría de la población que practicaba la idolatría y los sacrificios humanos, y algunos principales y señores, que según su interpretación pusieron en duda que sus ídolos eran dioses y columbraron la idea de un dios único, creador de todo lo existente, semejante al dios cristiano.
Uno de los mayores trabajos de Pomar, incluyen una historia de los aztecas y tlatelolcas: Relación de Juan Bautista Pomar finalizada en 1582. En esta, Pomar entrevista a ancianos nativos, quienes traen a la memoria los viejos rituales de su gente. Su historia, escrita por sugerencia de Felipe II de España, se complementa con los trabajos de Bernardino de Sahagún y Fernando de Alva Ixtlilxóchitl.
Pomar también escribió una historia con la intención de reclamar sus derechos sobre el legado de Nezahualcóyotl.